# Beaumontel
Beaumontel ist eine französische Gemeinde mit 634 Einwohnern (Stand 1. Januar 2022) im Département Eure in der Region Normandie. Sie gehört zum Arrondissement Bernay und zum Kanton Brionne.

## Geschichte
Beaumontel lag an der Römerstraße von Brionne (Breviodurum) nach Évreux (Mediolanum Aulercorum).
1981 wurden bei einer Ausgrabung in einem Garten drei Grabstätten aus dem Beginn der Merowingerzeit (486 bis 8. Jahrhundert) gefunden. Die Gräber befanden sich unter einem kleinen Grabhügel aus großen Feuersteinen. In den Gräbern lagen zwei Messer aus Eisen, eine Sax in ihrer Scheide, eine eiserne Schnalle und Teile eines Gurtes.
Im Zweiten Weltkrieg (1939–1945) wurde Beaumontel im Sommer 1944 während der Operation Overlord durch die Alliierte Luftwaffe bombardiert.

## Bevölkerungsentwicklung
| Jahr      | 1962 | 1968 | 1975 | 1982 | 1990 | 1999 | 2008 | 2016 |
| Einwohner | 516  | 533  | 617  | 763  | 745  | 715  | 715  | 666  |

## Wirtschaft
Auf dem Gemeindegebiet gelten geschützte geographische Angaben (IGP) für Schweinefleisch (Porc de Normandie), Geflügel (Volailles de Normandie) und Cidre (Cidre de Normandie und Cidre normand).